# Ludwig Lücke
Pour les articles homonymes, voir Lucke.
Johann Christian Ludwig Lücke (né vers 1703 à Dresde, mort en 1780 à Dantzig) est un sculpteur allemand.

## Biographie

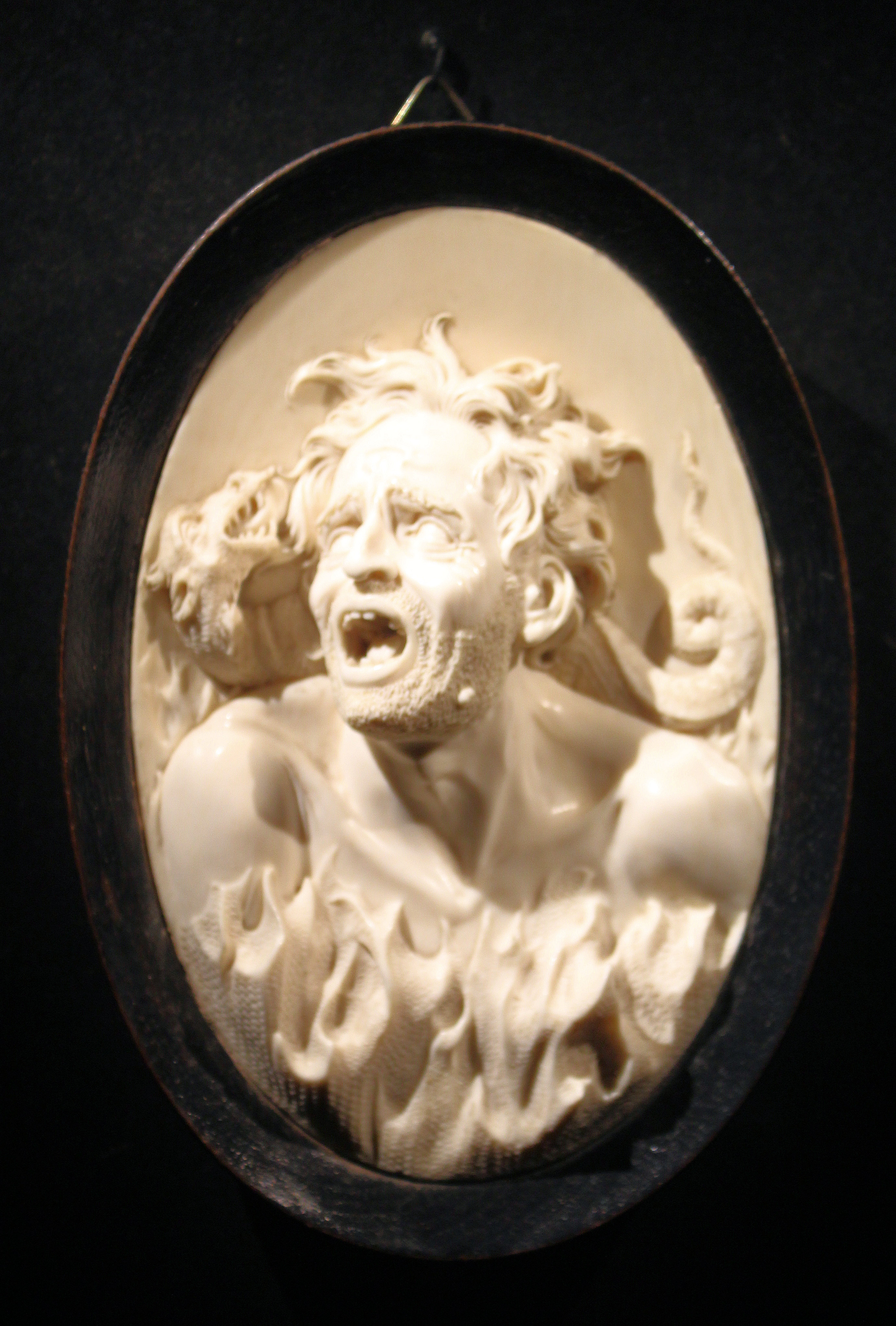
Allégorie de la damnation en enfer, 1736, ivoire

À un jeune âge, il suit un apprentissage de sculpture sur ivoire auprès de Carl August Lücke l'Ancien à Dresde. En 1726, grâce à une bourse, il part en voyage d'étude en France, en Hollande et en Angleterre. À Londres, il étudie auprès du sculpteur sur ivoire David Le Marchand. En 1728, il retourne à Dresde et devient modeleur et successeur de Johann Gottlieb Kirchner (de) pour la porcelaine de la Manufacture royale de Meissen. En 1729, il est de retour à Dresde. De 1739 à 1745, il est sculpteur à la Manufacture royale de Dresde et travaille pour le comte Heinrich von Brühl et le prince Christian-Louis II de Mecklembourg-Schwerin. En 1746, il entreprend un voyage d'étude à Amsterdam. Il se rend ensuite à Hambourg de 1747 à 1748 et revient finalement à Dresde en 1750. La même année, il est nommé "Premier Maître Modeleur" à la Manufacture impériale de porcelaine de Vienne. De 1752 à 1756, il séjourne au Danemark à Copenhague au service de Frédéric V. Entre-temps, il est à Flensbourg en 1754 et à Schleswig en 1755. De 1756 à 1758, il travaille à nouveau à Hambourg et de 1759 à 1760, il séjourne à nouveau à Londres, à Amsterdam et à nouveau à Hambourg. En 1767, il est nommé directeur artistique à la cour du duc Frédéric II de Mecklembourg-Schwerin. Vers 1770, l'entreprise s'installe à Dresde et bâtit une usine de papier mâché. Trois ans plus tard, il s'installe à Dantzig.